# Cathédrale orthodoxe de Makhatchkala
La cathédrale orthodoxe de Makhatchkala (Свято-Успенский кафедральный собор) ou cathédrale de l'icône de la Dormition de la Mère de Dieu, est la cathédrale de Makhatchkala au Daghestan (fédération de Russie). Cette cathédrale orthodoxe russe remplace l'ancienne cathédrale Saint-Alexandre-Nevski démolie en 1952. Elle dépend de l'éparchie de Vladikavkaz et de Makhatchkala. Elle se trouve rue Mirzabekov.

## Historique
Une première église de bois est construite à cet emplacement en 1890 financée par les villageois de Petrovsk-Kavkazski (aujourd'hui Makhatchkala I). Elle est reconstruite en pierres en 1905 et l'empereur Nicolas II lui verse un don de mille roubles. Les travaux sont terminés le 25 février 1906 et l'église, de style néo-russe et néo-byzantin, est vouée à l'icône de Notre-Dame-d'Ibérie, protectrice du Caucase.
L'église est fermée après la révolution d'Octobre et transformée en dépôt. Elle est rendue au culte en 1943 et vouée à l'icône de l'Assomption (Dormition chez les orthodoxes) de la bienheureuse Vierge Marie. C'est en 1969 que son iconostase actuelle est aménagée avec la bénédiction du patriarche Alexis Ier. Elle provient de l'église de l'Archange-Saint-Gabriel de Moscou.
L'église est inscrite à la liste des monuments du patrimoine local en 1988.
Après les années 1990, un grand nombre de personnes d'origine russe quittent le Daguestan, ce qui provoque une baisse de la fréquentation des paroisses orthodoxes. Cependant celle-ci reçoit le statut d'église-cathédrale en l'an 2000 et elle est rénovée en 2004 avec l'ajout d'une chapelle d'autel vouée à saint Alexandre Nevski. La cathédrale est entièrement restaurée en 2005.
Les orthodoxes russes représentent 8 % de la population de Makhatchkala, soit environ 44 000 personnes. 

## Source
- (ru) Cet article est partiellement ou en totalité issu de l’article de Wikipédia en russe intitulé « Свято-Успенский кафедральный собор (Махачкала) » (voir la liste des auteurs).